# Consiglio nordico
Il Consiglio nordico è il corpo ufficiale della formale cooperazione nordica interparlamentare tra i Paesi nordici. Formato nel 1952, ha 87 rappresentanti da Danimarca, Finlandia, Islanda, Norvegia e Svezia nonché dalle aree autonome di Groenlandia, delle isole Faroe e delle isole Åland. I rappresentanti sono parlamentari nelle loro nazioni e sono scelti dai rispettivi parlamenti. Il Consiglio tiene ogni anno una sessione ordinaria in ottobre o novembre e solitamente un'ulteriore sessione su un tema specifico, che recentemente ha toccato temi quali la Pandemia di COVID-19, la guerra russo-ucraina e i cambiamenti geopolitici nell'Artico. Le lingue ufficiali del consiglio sono il danese, il finnico, l'islandese, il norvegese e lo svedese, sebbene vengano adoperate solo le lingue scandinave mutuamente intelligibili (danese, norvegese e svedese) come lingue di lavoro. Questi tre idiomi costituiscono la madrelingua di circa l'80% della popolazione della regione e sono appresi come seconda lingua o lingua straniera dal restante 20%.
Nel 1971, a complemento del Consiglio nordico, fu istituito il Consiglio nordico dei ministri, un foro intergovernativo. I due Consigli sono coinvolti in varie forme nella cooperazione con le zone limitrofe dell'Europa settentrionale, tra cui lo stato tedesco di Schleswig-Holstein, le nazioni del Benelux e i Paesi baltici.

## Stati e regioni componenti
I membri del consiglio sono:
- Nazioni:
  -  Danimarca (16 seggi)
  -  Finlandia (18 seggi)
  -  Islanda (7 seggi)
  -  Norvegia (20 seggi)
  -  Svezia (20 seggi)
- Territori e regioni autonome:
  -  Fær Øer (Danimarca) (2 seggi)
  -  Groenlandia (Danimarca) (2 seggi)
  -  Isole Åland (Finlandia) (2 seggi)

Vi sono anche 4 osservatori (3 Stati sovrani e 1 Stato federato):
- -  Estonia
  -  Lettonia
  -  Lituania
  -  Schleswig-Holstein (Germania)